# Sophronitis dayana
Sophronitis dayana là một loài lan đặc hữu của Brasil, từ miền nam Minas Gerais đến Rio de Janeiro.